# (3289) Mitani
(3289) Mitani es un asteroide perteneciente al cinturón de asteroides, descubierto el 7 de septiembre de 1934 por Karl Wilhelm Reinmuth desde el Observatorio de Heidelberg-Königstuhl, Alemania.

## Designación y nombre
Designado provisionalmente como 1934 RP. Fue nombrado Mitani en honor al astrónomo japonés Tetsuyasu Mitani.